# Adele Gerber
Adele Gerber (* 21. August 1863 in Wien; † 6. August 1937 ebenda) war eine österreichische Redakteurin und Frauenrechtsaktivistin.

## Leben und Wirken
Adele Gerber gründete zusammen mit Auguste Fickert den österreichischen Frauenrechtschutz und setzte sich für den Besuch von Mädchen an Gymnasien ein.
Gerber war Redakteurin der Zeitschrift Neues Frauenleben, in der sie zahlreiche Artikel veröffentlichte. 1903 wurde sie in die Vereinsleitung des Allgemeinen Österreichischen Frauenvereins gewählt, dessen Präsidentin sie auch wurde. Zudem fungierte sie als Herausgeberin und verantwortliche Redakteurin der Postanstaltsbeamtin: unabhängiges Organ der zentralorganisierten Postmeisterinnen, Expedientinnen, Offiziantinnen und Aspirantinnen Österreichs.
1919 kandidierte Gerber für die „Deutschdemokratische Partei“, damals unter Leitung von Julius Ofner.